# یواس‌اس الن (۱۸۵۳)
یواس‌اس الن (۱۸۵۳) (به انگلیسی: USS Ellen (1853)) یک کشتی بود که طول آن ۱۲۵ فوت (۳۸ متر) بود. این کشتی در سال ۱۸۵۳ ساخته شد.